# Федишин, Ирина Петровна
Ири́на Петро́вна Феди́шин (укр. Ірина Петрівна Федишин; род. 1 февраля 1987, Львов) — украинская певица.

## Биография
Ирина Петровна Федишин родилась 1 февраля 1987 года во Львове, УССР, в семье музыканта. С раннего возраста проявляла музыкальные, вокальные и сценические способности.
В возрасте шести лет будущая певица попробовала себя в роли ведущей. Отец, хоть и был музыкантом, никогда не считал музыку серьёзной профессией, и мечтал, чтобы ребёнок занимался шахматами. Первым музыкальным инструментом у будущей певицы был синтезатор, на котором, быстро научившись импровизировать, Ирина начала писать свои первые песни.
В тринадцатилетнем возрасте девочка решила получить музыкальное образование и поступила учиться в музыкальную школу. Благодаря домашнему образованию, её приняли сразу в четвёртый класс музыкальной школы, которую она окончила с отличием. Там же она вела и концертные программы. Училась на экономиста во Львовском национальном университете имени Ивана Франко и одновременно брала частные уроки музыки и вокала.
Участвовала в юношеских музыкальных конкурсах и фестивалях, где выигрывала призы. Некоторые песни попадали в ротации на украинских радиостанциях. В 2005 году певица выступала в полуфинале национального конкурса Евровидение, а в 2006-м и в 2009-м выступила в концертной программе «Шлягер року». В 2015 году Ирина Федишин одержала победу на конкурсе украиноязычных песен «Український формат» с песней «Серця стук».
В 2016 году выступала с концертами на Украине, посетила несколько десятков городов. 4 ноября 2016 года в Киеве в Октябрьском дворце состоялся её сольный концерт «Цвіте калина».

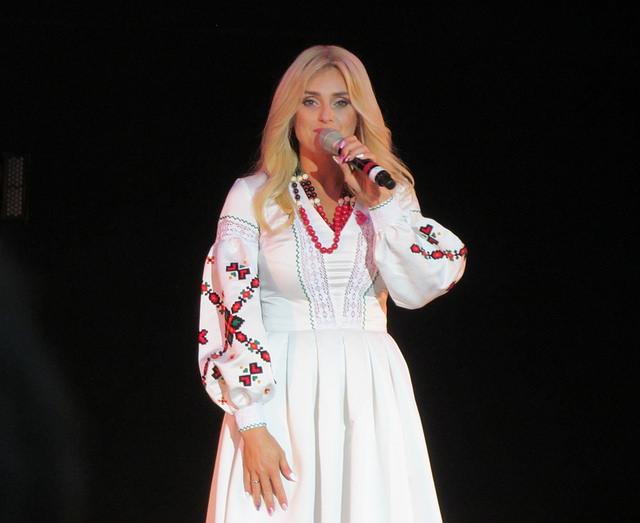
Федишин на 53-м Канадско-Украинском национальном фестивале в городе Дофин, 2018 год

В 2018 году приняла участие в восьмом сезоне телешоу «Голос страны».
В 2020 году Ирина Федишин и её муж заболели коронавирусом, об этом стало известно уже после её выздоровления. В сентябре 2020 года поп-дива представила песню «Там де ти», которая вошла в первую десятку самых популярных хитов на радиостанциях Киева и Украины, а видеоклип на неё набрал более миллиона просмотров на YouTube. В конце того же года певица выпустила несколько песен на рождественскую тематику.
С января 2021 года певица принимала участие в проекте «Маска» на телеканале «Украина», однако выбыла в четвёртом выпуске. 2 марта Федишин представила авторскую песню «Обійми».

## Семья
Живёт во Львове. Замужем за продюсером Виталием Човныком. У них двое сыновей: Юра и Олег. Отец Ирины Федишин музыкант, по образованию инженер, работает администратором. Мать владеет небольшим магазином.
Двоюродный брат певицы, Роман Климкович, с началом российского вторжения в Украину служил в рядах Вооружённых сил Украины. Погиб 9 февраля 2023 года в районе Соледара.

## Творчество
Первая песня «Перед образом Христа» была написана во время учёбы в музыкальной школе. Тексты и музыку для большинства своих песен Ирина Федишин пишет сама. Согласно информации, представленной на сайте певицы, творчество Ирины Федишин развивается в двух направлениях: украинский народный стиль и популярная музыка. Она привлекает публику яркой сценографией и зрелищными постановками. Всегда работает со своим шоу балетом.

## Дискография

### Альбомы
| Название                | Детали                                                                      |
| ----------------------- | --------------------------------------------------------------------------- |
| «Твій ангел»            | - Релиз: 2007 - Лейбл: без лейбла - Формат: CD                              |
| «Україна колядує»       | - Релиз: 2007 - Лейбл: без лейбла - Формат: CD                              |
| «Пароль»                | - Релиз: 2012 - Лейбл: Artur Music - Формат: CD, цифровая загрузка          |
| «Україна колядує. Нове» | - Релиз: 2013 - Лейбл: Artur Music - Формат: Цифровая загрузка              |
| «Цвіте калина»          | - Релиз: 2015 - Лейбл: Best Music - Формат: CD, цифровая загрузка           |
| «Ти тільки мій»         | - Релиз: 19 января 2018 - Лейбл: Best Music - Формат: CD, цифровая загрузка |

### Сборники
| Название              | Детали                                                                   |
| --------------------- | ------------------------------------------------------------------------ |
| «Найкращі хіти»       | - Релиз: 31 августа 2017 - Лейбл: Best Music - Формат: Цифровая загрузка |
| «The Best of»         | - Релиз: 10 апреля 2020 - Лейбл: Best Music - Формат: Цифровая загрузка  |
| «The Best of Україна» | - Релиз: 17 апреля 2020 - Лейбл: Best Music - Формат: Цифровая загрузка  |

### Синглы
| 2010                                            | «Україна»                                                | —  | —  | —  | —   | —   | —  | «Твій ангел»    |
| 2011                                            | «Гітара»                                                 | —  | 53 | —  | —   | —   | —  | «Пароль»        |
| 2012                                            | «Твоя»                                                   | —  | 57 | —  | —   | —   | —  | «Пароль»        |
| 2014                                            | «Прошу в неба»                                           | —  | —  | —  | —   | —   | —  | «Цвіте калина»  |
| 2014                                            | «Долоньки»                                               | —  | —  | —  | —   | —   | —  | «Цвіте калина»  |
| 2014                                            | «Калина»                                                 | —  | —  | —  | —   | 152 | —  | «Цвіте калина»  |
| 2015                                            | «Чорні очка»                                             | —  | —  | —  | —   | —   | —  | «Цвіте калина»  |
| 2015                                            | «Квітка»                                                 | —  | —  | —  | —   | —   | —  | «Цвіте калина»  |
| 2015                                            | «Серця стук»                                             | —  | —  | —  | —   | —   | —  | «Цвіте калина»  |
| 2016                                            | «Хай Ісус, мале дитя»                                    | —  | —  | —  | —   | —   | —  | без альбома     |
| 2016                                            | «Чужі уста»                                              | —  | —  | —  | 717 | 48  | 63 | «Ти тільки мій» |
| 2016                                            | «Я тебе люблю»                                           | —  | —  | —  | —   | 164 | —  | «Ти тільки мій» |
| 2016                                            | «При долині кущ калини»                                  | —  | —  | —  | —   | —   | —  | «Ти тільки мій» |
| 2017                                            | «Перелаз»                                                | —  | —  | —  | —   | —   | —  | «Ти тільки мій» |
| 2017                                            | «Ти тільки мій»                                          | —  | —  | —  | —   | —   | —  | «Ти тільки мій» |
| 2017                                            | «Хочу я літати»                                          | —  | —  | —  | —   | —   | —  | «Ти тільки мій» |
| 2017                                            | «Білі троянди»                                           | —  | —  | —  | —   | 141 | —  | «Ти тільки мій» |
| 2018                                            | «Україна колядує»                                        | —  | —  | —  | —   | —   | —  | без альбома     |
| 2018                                            | «Галя»                                                   | —  | —  | —  | —   | —   | —  | без альбома     |
| 2018                                            | «Роман»                                                  | —  | —  | —  | —   | 151 | —  | без альбома     |
| 2019                                            | «Хочу на Мальдіви»                                       | —  | 32 | 37 | 440 | 175 | —  | без альбома     |
| 2019                                            | «Просто танцюй»                                          | —  | —  | —  | —   | —   | —  | без альбома     |
| 2019                                            | «Перший сніг»                                            | —  | —  | —  | —   | —   | —  | без альбома     |
| 2020                                            | «Душа»                                                   | —  | 92 | —  | —   | —   | —  | «The Best Of»   |
| 2020                                            | «Подзвони до мами»                                       | —  | —  | —  | —   | —   | —  | без альбома     |
| 2020                                            | «Червоная калина»                                        | —  | —  | —  | —   | —   | —  | без альбома     |
| 2020                                            | «Там де ти»                                              | 16 | 5  | 7  | 130 | 17  | —  | без альбома     |
| 2020                                            | «Зима»                                                   | —  | —  | —  | —   | —   | —  | без альбома     |
| 2021                                            | «Ой, чи є, чи нема»                                      | —  | —  | —  | —   | —   | —  | без альбома     |
| 2021                                            | «Добрий вечір»                                           | —  | —  | —  | —   | —   | —  | без альбома     |
| 2021                                            | «З Новим роком, Україно»                                 | —  | —  | —  | —   | —   | —  | без альбома     |
| 2021                                            | «На Різдво»                                              | —  | —  | —  | —   | —   | —  | без альбома     |
| 2021                                            | «Обійми»                                                 | —  | —  | —  | 952 | —   | —  | без альбома     |
| 2021                                            | «Братику»                                                | —  | —  | —  | —   | —   | —  | без альбома     |
| 2021                                            | «Тюльпани»                                               | —  | —  | —  | —   | —   | —  | без альбома     |
| 2021                                            | «Не кохав»                                               | —  | —  | —  | —   | —   | —  | без альбома     |
| 2021                                            | «Fashion»                                                | —  | —  | —  | —   | —   | —  | без альбома     |
| 2021                                            | «Сніжинка»                                               | —  | —  | —  | —   | —   | —  | без альбома     |
| 2021                                            | «Хай мрії збуваються»                                    | —  | —  | —  | —   | —   | —  | без альбома     |
| 2022                                            | «Розстріляна весна (Буча)»                               | —  | —  | —  | —   | —   | —  | без альбома     |
| 2022                                            | «Нас весна не там зустріла» (совместно с Евгеном Хмарой) | —  | —  | —  | —   | —   | —  | без альбома     |
| Символ «—» означает, что сингл не попал в чарт. |                                                          |    |    |    |     |     |    |                 |

### Видеоклипы
| Год  | Название                    | Режиссёр            |
| ---- | --------------------------- | ------------------- |
| 2006 | «Твій ангел»                | неизвестен          |
| 2007 | «Життям заплачу»            | неизвестен          |
| 2007 | «Україна»                   | неизвестен          |
| 2010 | «Україна колядує»           | неизвестен          |
| 2011 | «Питай»                     | Владимир Шурубура   |
| 2012 | «Пароль»                    | Александр Филатович |
| 2012 | «Гітара»                    | Слава Мельник       |
| 2012 | «Ти мій»                    | Владимир Шурубура   |
| 2013 | «Долоньки»                  | Алексей Веренчик    |
| 2013 | «Твоя»                      | Слава Мельник       |
| 2016 | «Серця стук»                | Инна Грабарь        |
| 2016 | «Чужі уста»                 | Елена Винярская     |
| 2017 | «Коляда моя»                | Елена Винярская     |
| 2017 | «Ти тільки мій»             | Владимир Шурубура   |
| 2017 | «Як я тебе люблю»           | Владимир Шурубура   |
| 2018 | «Галя»                      | Владимир Шурубура   |
| 2018 | «Білі троянди»              | Владимир Шурубура   |
| 2019 | «Роман»                     | Владимир Шурубура   |
| 2019 | «Хочу на Мальдіви»          | Елена Винярская     |
| 2019 | «Просто танцюй»             | Елена Винярская     |
| 2019 | «Перший сніг» (Lyric Video) | Александр Кулик     |
| 2020 | «Подзвони до мами»          | Татьяна Скиба       |
| 2020 | «Там де ти»                 | Елена Винярская     |
| 2021 | «Обійми»                    | Елена Винярская     |
| 2021 | «Не кохав»                  | Дарья Дрожденко     |

## Награды и номинации
| Премия                 | Год  | Категория                 | Номинант / Работа             | Результат | Прим.  |
| ---------------------- | ---- | ------------------------- | ----------------------------- | --------- | ------ |
| Украинский формат      | 2015 | Лауреат конкурса          | Ирина Федишин — «Сердця стук» | Награда   | [ 6 ]  |
| Украинская песня года  | 2017 | Открытие года             | Ирина Федишин — «Чужі уста»   | Победа    | [ 31 ] |
| Украинская песня года  | 2021 | Гордость украинской песни | Ирина Федишин                 | Победа    | [ 32 ] |
| Золотая жар-птица      | 2018 | Певица года               | Ирина Федишин                 | Номинация | [ 33 ] |
| Золотая жар-птица      | 2018 | Хит года                  | «Ти тільки мій»               | Номинация | [ 33 ] |
| Золотая жар-птица      | 2018 | Народный хит              | «Ти тільки мій»               | Номинация | [ 33 ] |
| Золотая жар-птица      | 2019 | Народный хит              | «Роман»                       | Номинация | [ 34 ] |
| Золотая жар-птица      | 2020 | Дэнс-хит                  | «Просто танцюй»               | Номинация | [ 35 ] |
| Музыкальная платформа  | 2019 | Песня года                | «Білі троянди»                | Награда   | [ 36 ] |
| Музыкальная платформа  | 2020 | Песня года                | «Там де ти»                   | Награда   | [ 37 ] |
| YouTube Creator Awards | 2019 | Серебряная кнопка YouTube | Канал Iryna Fedyshyn          | Награда   | [ 38 ] |
| YUNA                   | 2020 | Лучший эстрадный хит      | «Хочу на Мальдіви»            | Номинация | [ 39 ] |